# Concattedrale della Natività della Beata Vergine Maria (Juneau)
La concattedrale della Natività della Beata Vergine Maria è una chiesa cattolica situata a Juneau, già cattedrale della diocesi di Juneau.

## Storia
Nel 1885 fu eretta una parrocchia per la comunità di minatori dell'Alaska's Silverbow Basin. Nel 1886 è stata costruita un'altra chiesa nello stesso sito della cattedrale nella Fifth Street. Questa chiesa è stata sostituita nel 1910 dall'attuale cattedrale. La cattedrale è stata consacrata il 23 giugno 1951, giorno dell'erezione della diocesi di Juneau. La cattedrale della Natività della Beata Vergine Maria è la cattedrale più piccola dell'America del Nord.
Nel 1964 un terremoto di magnitudo 9.2, devastò l'Alaska centro-meridionale danneggiando lievemente anche la cattedrale.